# Огра (комуна)
Огра (рум. Ogra) — комуна у повіті Муреш в Румунії. До складу комуни входять такі села (дані про населення за 2002 рік):
- Вайдею (172 особи)
- Джулуш (209 осіб)
- Ділеу-Векі (239 осіб)
- Лескуд (256 осіб)
- Огра (1565 осіб) — адміністративний центр комуни

Комуна розташована на відстані 263 км на північний захід від Бухареста, 21 км на південний захід від Тиргу-Муреша, 65 км на південний схід від Клуж-Напоки, 133 км на північний захід від Брашова.

## Населення
За даними перепису населення 2002 року у комуні проживала 2441 особа.
Національний склад населення комуни:
| Національність | Кількість осіб | Відсоток |
| -------------- | -------------- | -------- |
| румуни         | 1266           | 51,9%    |
| угорці         | 634            | 26,0%    |
| цигани         | 537            | 22,0%    |
| німці          | 3              | 0,1%     |
| українці       | 1              | < 0,1%   |

Рідною мовою назвали:
| Мова      | Кількість осіб | Відсоток |
| --------- | -------------- | -------- |
| румунська | 1350           | 55,3%    |
| угорська  | 621            | 25,4%    |
| циганська | 467            | 19,1%    |
| німецька  | 3              | 0,1%     |

Склад населення комуни за віросповіданням:
| Релігія                                       | Кількість осіб | Відсоток |
| --------------------------------------------- | -------------- | -------- |
| православні                                   | 1503           | 61,6%    |
| реформати                                     | 551            | 22,6%    |
| греко-католики                                | 177            | 7,3%     |
| римо-католики                                 | 118            | 4,8%     |
| п'ятдесятники                                 | 47             | 1,9%     |
| адвентисти                                    | 27             | 1,1%     |
| унітарії                                      | 2              | 0,1%     |
| лютерани (Синодально-пресвітеріанська церква) | 2              | 0,1%     |
| лютерани (Аугсбурзького сповідання)           | 1              | < 0,1%   |
| не релігійні                                  | 1              | < 0,1%   |
| атеїсти                                       | 1              | < 0,1%   |
| не вказали релігію                            | 1              | < 0,1%   |